# Én nem az a pasi vagyok (Így jártam anyátokkal)
Az Én nem az a pasi vagyok az Így jártam anyátokkal című televízió-sorozat harmadik évadának hatodik epizódja. Eredetileg 2007. október 29-én vetítették, míg Magyarországon egy évvel később, 2008. december 10-én.
Ebben az epizódban Marshallnak választania kell az álommunkahely és a biztos pénzügyi helyzet között. Lily egy óriási titkot leplez le magáról, és eközben felfedeznek egy pornósztárt, akit Ted Mosbynak hívnak.

## Cselekmény
Miközben Ted otthon dolgozik, Barney és Marshall nagyszerű hírekkel jelennek meg. Barney azt állítja, talált egy Ted Mosby nevű pornósztárt, Marshall pedig kapott egy állásajánlatot egy környezetvédő cégtől. Viszont másnap egy olyan cég hívja interjúra (a Nicholson, Hewitt & West), amely ennek épp az ellenkezőjét teszi: környezetszennyező mamutvállalat. Először úgy gondolja, nem megy, de mivel az apja sokat dolgozott, hogy összehozza ezt az interjút, beleegyezik, hogy elmegy.
Közben a bárban a többiek a pornósztár Ted Mosbyról beszélgetnek. Kiderül, hogy Ted tévedésből egy pornólapnak adott telefonos interjút pár napja, miközben azt hitte, hogy az építészmagazintól hívták. Beállít Marshall, aki elmondja, hogy az interjú más volt, mint amire számított. Jeff, a cég dolgozója gyakorlatilag rábeszélte, hogy menjen el egy vacsorára, ahol esetleg beszélhetnek az állásról. Ott sikeresen meggyőzi, így másnap Marshall egy listát állít össze érvekről és ellenérvekről a munka mellett. Mindeközben Lily megvallja Robinnak nagy titkát: "boltkóros", és rettenetes hitelkártya-adóssága van.
Amikor kiderül, hogy a pornósztár Ted Mosby ugyanabban a városban született, mint Ted, az igazi Ted elhatározza, hogy elmegy egy autogram-osztásra, hogy találkozzon vele. Kiderül, hogy a srác neve Steve Biel. Azért használja ezt a nevet, mert egy iskolába jártak Teddel, és amikor meg akarták verni a nagyobb diákok, Ted megvédte őt. Steve hálából úgy döntött, hogy híressé teszi a Ted Mosby nevet, bármi áron. Amikor Ted megvallja neki, hogy híres építészként szeretné a nevét öregbíteni, Steve megkérdi, hogy készítsen-e egy szexépítész filmet. Ted szerint inkább ne, de változtassa a nevét "Lance Hardwood"-ra (Keményfa Szilárd).
Marshallt végül meggyőzték, hogy fogadja el az állást, aminek Lily titokban örül, mert abból a pénzből, amit keres, rengeteg csizmát vehetne magának. De mivel még nem döntött, a többiekkel beszéli meg. Lily azt mondja, válassza inkább a környezetvédő céget, mert ez az, amit szeretett volna. Ami a pénzügyi problémákat illeti, Lily azt mondja, hogy azt majd megoldja, hiszen az ő problémája. Csakhogy Jeff eljön Marshallért, és mégis meggyőzi őt, hogy dolgozzon a cégnél, azzal, hogy elviszi egy vidámparkba, aminek az ügyeivel a jövőben foglalkozhatna.
A zárójelenetben mindenki a "Lance Hardwood, Szexépítész – a főszerepben Ted Mosby" című filmet nézik. Nagyon ismerősnek találják a helyszínt: kiderül, hogy Barney kölcsönadta a lakást a stábnak.

## Kontinuitás
- Marshall az "Élet a gorillák között" című epizód után újra válaszútra kerül a céges jogászság és a környezetvédelem között.
- Barney riválisa "A tej" című részben is a Nicholson, Hewitt & West nevű cégnek dolgozott.
- Marshall elmondja Jeffnek is, hogy 4 gyereket szeretne, mint az "Arrivederci, Fiero" című részben.

## Jövőbeli utalások
- Marshall az "Ordításlánc" című részben felmond a cégnél, hogy a "New York legjobb hamburgere" című epizódtól a Góliát Nemzeti Banknak dolgozzon.
- Marshall a "Beboszetesza" című részben fedezi fel Lily adósságait. Ugyanebben a részben a jövőről való képzelgéseiben is 4 gyerek jelenik meg.
- Jövőbeli Ted megemlíti, hogy 3 évvel később Jeffet letartóztatják. A "Csodák" című részből tudott, hogy a cégtől nem állnak távol az illegális üzelmek.
- "A húúú-lányok" című részben bukkan fel újra az építészmagazin, amelynek Ted interjút szeretett volna adni.
- Ted "A meztelen igazság" című részben Marshallhoz hasonló listába szedi az érveket és ellenérveket azzal kapcsolatosan, hogy kivel randizzon.

## Érdekességek
- Ted utal rá, hogy az egyetlen híres Mosby a polgárháborúban harcolt a Konföderáció oldalán. Ez egy utalás John S. Mosby tábornokra.
- Nicholson, Hewitt és West a Wesleyan Egyetem egyes szárnyainak az elnevezése, ahová Carter Bays és Craig Thomas jártak a valóságban.

## Vendégszereplők
- Kevin Heffernan – Steve Biel
- John Cho – Jeff Coatsworth
- Charlene Amoia – Wendy, a pincérnő
- Sharon Brathwaite-Sanders – boltos
- Frank Crim – Leonard Ross
- Jacqui Holland – nő
- Jim Jansen – orvos
- Mary Alyce Kania – szégyenkezve vonuló nő

## Fordítás
- Ez a szócikk részben vagy egészben  az   I'm Not That Guy című angol Wikipédia-szócikk ezen változatának fordításán alapul.  Az eredeti cikk szerkesztőit annak laptörténete sorolja fel. Ez a jelzés csupán a megfogalmazás eredetét és a szerzői jogokat jelzi, nem szolgál a cikkben szereplő információk forrásmegjelöléseként.

## További információ
- "Én nem az a pasi vagyok" az Így Jártam Anyátokkal Wiki-n